# Casinaria moesta
Casinaria moesta là một loài tò vò trong họ Ichneumonidae.